# André-Pierre Gignac
André-Pierre Christian Gignac (Martigues, 5 december 1985) is een Frans profvoetballer die doorgaans als aanvaller speelt. Hij verruilde in juli 2015 Olympique Marseille voor Tigres UANL. In april 2009 debuteerde hij in het Frans voetbalelftal. Gignac eindigde in 2009 bovenaan het topscorersklassement van de Ligue 1.

## Clubcarrière

### Jeugd
Gignac begon zijn carrière bij de lokale voetbalclub FC Martigues, waarop hij zich in 2002 aansloot bij de voetbalacademie van FC Lorient.

### FC Lorient
Tijdens het seizoen 2006/07 speelde hij zevenendertig wedstrijden in de hoofdmacht van Lorient, waarin hij in negen doelpunten maakte. In het seizoen 2005/06 werd Gignac verhuurd aan Pau FC.

### Toulouse FC
In juli 2007 vertrok Gignac naar Toulouse FC. Gignac brak definitief door met de club in het seizoen 2008/09, waarin hij zich met vierentwintig doelpunten kroonde tot topscorer van de Ligue 1. Bovendien maakte hij zijn debuut in de Franse nationale ploeg. Hierop meldde Toulouse-voorzitter Olivier Sadran dat de spits een prijskaartje zou hebben van minimaal 120 miljoen euro, refererend aan geruchten omtrent Karim Benzema, die naar verluidt 100 miljoen euro moest kosten. L'Équipe meldt vlak voor de transferperiode dat Arsenal de spits wil overnemen voor 16 miljoen om de langdurige blessure van Robin van Persie op te vangen.

### Olympique Marseille
Gignac tekende in augustus 2010 een vijfjarig contract bij Olympique Marseille, dat circa 18 miljoen euro voor hem betaalde aan Toulouse FC. Hiervoor speelde hij in vijf seizoenen meer dan honderdvijftig competitiewedstrijden en maakte hij negenenvijftig doelpunten, waarvan eenentwintig in zijn laatste jaar. In jaargang 2013/14 maakte Gignac tweeëntwintig doelpunten in alle competities samen, goed voor een gemiddelde van een doelpunt per twee wedstrijden.

### Tigres UANL
Na elf seizoenen in Franse competities, verruilde Gignac Olympique Marseille in juli 2015 voor Tigres UANL. Op 19 september 2018 won Gignac met Tigres UANL de Campeones Cup, waarin Toronto FC met 3–1 werd verslagen. Op 22 december 2020 won Gignac met Tigres UANL de finale van de CONCACAF Champions League, waarin Los Angeles FC met 2–1 werd verslagen.

## Clubstatistieken
| Seizoen | Club                | Competitie           | Duels | Doelp. |
| ------- | ------------------- | -------------------- | ----- | ------ |
| 2004/05 | FC Lorient          | Ligue 2              | 13    | 2      |
| 2005/06 | FC Lorient          | Ligue 2              | 1     | 0      |
| 2005/06 | → Pau FC            | Championnat National | 18    | 8      |
| 2006/07 | FC Lorient          | Ligue 1              | 37    | 9      |
| 2007/08 | Toulouse FC         | Ligue 1              | 29    | 2      |
| 2008/09 | Toulouse FC         | Ligue 1              | 38    | 24     |
| 2009/10 | Toulouse FC         | Ligue 1              | 31    | 8      |
| 2010/11 | Olympique Marseille | Ligue 1              | 30    | 8      |
| 2011/12 | Olympique Marseille | Ligue 1              | 21    | 1      |
| 2012/13 | Olympique Marseille | Ligue 1              | 31    | 13     |
| 2013/14 | Olympique Marseille | Ligue 1              | 35    | 16     |
| 2014/15 | Olympique Marseille | Ligue 1              | 38    | 21     |
| 2015/16 | Tigres UANL         | Liga MX              | 38    | 28     |
| 2016/17 | Tigres UANL         | Liga MX              | 43    | 25     |
| 2017/18 | Tigres UANL         | Liga MX              | 40    | 16     |
| 2018/19 | Tigres UANL         | Liga MX              | 36    | 23     |
| 2019/20 | Tigres UANL         | Liga MX              | 29    | 20     |
| 2020/21 | Tigres UANL         | Liga MX              | 35    | 16     |
| 2021/22 | Tigres UANL         | Liga MX              | 32    | 15     |
| Totaal  | Totaal              | Totaal               | 578   | 246    |

- Bijgewerkt tot 22 mei 2022.

## Interlandcarrière
Gedurende het seizoen 2008/09 werd Gignac in maart 2009 door de bondscoach Raymond Domenech uitgenodigd voor het Frans voetbalelftal. Op 1 april 2009 debuteerde hij voor Les Bleus in een met 1–0 gewonnen kwalificatiewedstrijd voor het wereldkampioenschap voetbal 2010 tegen Litouwen. Hij luisterde zijn debuut op met een voorzet waaruit Franck Ribéry het beslissende doelpunt maakte.
Ondanks een hevige concurrentiestrijd op zijn positie maakte de aanvaller sindsdien indruk op Domenech. Op 12 augustus 2009 maakte Gignac zijn eerste interlanddoelpunt voor Frankrijk in de interland tegen de Faeröer. Door dit doelpunt won Frankrijk met 1–0 en behield het kans op kwalificatie voor het WK 2010. De volgende interland tegen Roemenië startte Gignac in de basis, ten koste van Real Madrid-aanvaller Karim Benzema. Zijn transfer in de zomer van 2015 naar de Mexicaanse competitie weerhield de nieuwe bondscoach Didier Deschamps er niet van om Gignac te blijven selecteren voor het nationaal elftal. Deschamps nam Gignac op 12 mei 2016 op in de Franse selectie voor het EK 2016, in eigen land. Hierop bereikten zijn ploeggenoten en hij de finale, die ze met 0–1 verloren van Portugal. Hij was de enige speler bij de Fransen die niet bij een club in Europa actief was.
Hij kwam ook uit voor Frankrijk op de Olympische Zomerspelen 2020.

## Erelijst
Olympique Marseille
- Coupe de la Ligue: 2010/11, 2011/12

 Tigres UANL
- Liga MX: Apertura 2015, Apertura 2016, Apertura 2017, Clausura 2019
- Campeón de Campeones: 2016, 2017, 2018
- CONCACAF Champions League: 2020
- Campeones Cup: 2018

Individueel
- UNFP Ligue 1 Speler van de Maand: september 2008, maart 2009, september 2014
- UNFP Ligue 1 Team van het Seizoen: 2008/09
- Topscorer Ligue 1: 2008/09
- Liga MX Best XI: Apertura 2015, Clausura 2016, Clausura 2017, Apertura 2018, Clausura 2019
- Liga MX Gouden Schoen: Clausura 2016, Apertura 2018
- Liga MX Beste Aanvaller: 2015/16, 2018/19
- Liga MX Balón de Oro: 2015/16
- CONCACAF Best XI: 2016
- CONCACAF Champions League Gouden Bal: 2020
- CONCACAF Champions League Gouden Schoen: 2020
- CONCACAF Champions League Team van het Toernooi: 2020
- FIFA Club World Cup Zilveren Bal: 2020
- Topscorer FIFA Club World Cup: 2020

## Privé
- Gignac is de zoon van een Franse vader en een Franco-Algerijnse moeder.
- Gignac is getrouwd en heeft een zoon, genaamd André-Pierre « Junior ». Wanneer de voetballer scoort, refereert hij naar zijn zoon door een duim in zijn mond te stoppen.
- Hij is de neef van de voetballers Jacques Abardonado en Yohan Mollo. De voetballer David Gigliotti, ook geboren in Martigues, behoort tot zijn vriendenkring.